# 김유영 (연출가)
김유영(金幽影, 1907년 9월 22일 ~ 1940년 1월 4일)은 일제강점기 시절 영화 등 예술 분야의 진보적 운동에 종사했다.
본명(本名)은 김영득(金榮得)이며 아명(兒名)은 김철(金哲)이다.

## 약력
- 경상북도 선산 출생
- 대구공립고등보통학교와 보성고등보통학교에서 수학
- 1927년 조선영화예술협회 연구부 부원
- 카프 계열 영화 《유랑》(1928), 《혼가》(1929), 《화륜》(1931) 연출
- 1929년 신흥영화예술가동맹 설립
- 1930년 소설가 최정희와 결혼[1]
- 1931년 최정희와 이혼
- 1932년 한국독립당 당무위원 직위에 위임되었지만 곧 사직 및 탈당
- 1933년 구인회 결성에 가담했다가 곧 탈퇴
- 1934년 극단 신건설에 참가 - 신건설사 사건으로 체포, 수감
- 1939년 유작이 된 《수선화》(1940) 촬영 중 신장염 발병
- 1993년 건국훈장 애족장 추서

## 같이 보기
- 신건설사 사건
- 최정희

## 참고 문헌
- 김영득 : 독립유공자 공훈록 - 국가보훈처
- 강옥희; 이영미; 이순진; 이승희 (2006년 12월 15일). 《식민지시대 대중예술인 사전》. 서울: 소도. 55~57쪽. ISBN 9788990626264.